# Konwencja o zakazie broni chemicznej
     Podpisana i ratyfikowana
     Przystąpienie
     Podpisana bez ratyfikacji
     Bez podpisania ani przystąpienia

Strony Konwencji o zakazie broni chemicznej
Podpisana i ratyfikowana
Przystąpienie
Podpisana bez ratyfikacji
Bez podpisania ani przystąpienia

Konwencja o zakazie broni chemicznej (CWC, z ang. Chemical Weapons Convention) – traktat podpisany w Paryżu 13 stycznia 1993 i obowiązujący od 29 kwietnia 1997 zgodnie z art. XXI. W marcu 2015 stronami konwencji było 190 państw, 2 państwa były sygnatariuszami, lecz jej nie ratyfikowały (Izrael, Birma), a 4 nie podpisały jej (Angola, Egipt, Korea Północna i Sudan Południowy). Konwencja jest otwarta do przystąpienia dla wszystkich państw. Depozytariuszem jest Sekretarz Generalny ONZ. Sporządzona w językach angielskim, arabskim, chińskim, francuskim, hiszpańskim i rosyjskim (art. XXIV). Zgodnie z art. XXII artykuły Konwencji nie podlegają zastrzeżeniom, a załączniki do niej nie podlegają zastrzeżeniom niezgodnym z jej przedmiotem i celem. Konwencja zakazuje produkcji, rozwoju, składowania, przekazywania i nabywania oraz użycia broni chemicznej. Zobowiązuje też sygnatariuszy do udzielenia informacji o posiadanej broni tego rodzaju i jej zniszczenia oraz udostępnienia danych na temat przemysłu chemicznego. Nad przestrzeganiem traktatu czuwa Organizacja ds. Zakazu Broni Chemicznej, której siedziba znajduje się w Hadze.
Spory w sprawie interpretacji lub stosowania Konwencji powinny być rozstrzygane w drodze rokowań, a za zgodą stron przez Międzynarodowy Trybunał Sprawiedliwości (art. XIV).
Wedle art. XVI Konwencja jest zawarta na czas nieokreślony, a wypowiedzenie jej z ważnych powodów przez strony w żaden sposób nie wpływa na ich obowiązek dalszego wykonywania zobowiązań przyjętych zgodnie z wszelkimi stosownymi normami prawa międzynarodowego, w szczególności na mocy Protokołu Genewskiego z 1925 r.